# Amund Helland
Amund Helland (né le 11 octobre 1846 à Bergen et mort le 15 novembre 1918  à Christania) est un géologue, un homme politique et un écrivain norvégien. Il est essentiellement connu par ses travaux sur l'érosion glaciaire et le rôle des glaciers dans la formation des fjords, des lacs et des vallées. On lui doit aussi d'avoir commencé la série de livres Norges Land og Folk (no), qui fut publiée en 20 volumes entre 1885 et 1921.